# Szávay Zoltán
Szávay Zoltán (Győr, 1885. december 6. – Budapest, 1930. július 19.) magyar költő, sakkozó, sportvezető.

## Életútja, munkássága
Jogi tanulmányait Lipcsében és Kolozsvárott végezte. 1906-ban Debrecenben élt. 1907-ben Temesvárra került, ahol több éven át volt az ottani  Kereskedelmi és Iparkamara másodtitkára. Itt jelent meg első verseskötete Március címmel. A helyi lapokban több cikket írt Ady Endre védelmében.
1919-ben hagyta el Temesvárt, és Budapestre költözött, később néhány évre visszament Romániába, de 1924-ben végleg Budapesten telepedett le.
A temesvári Arany János Társaság 1910-ben, a budapesti Petőfi Társaság 1920-ban választotta tagjai sorába.
1930-ban a finn-magyar atlétikai viadalon fotoriporterként működött közre, ahol meghűlt, ágynak esett, és néhány nap múlva tüdőgyulladás végzett vele. Sírját a Kerepesi temető felső részén 1944 nyarán egy repülőtámadás elpusztította.

## Sakkozói, sportvezetői munkássága
Székely Jenővel és Chalupetzky Ferenccel együtt részese volt a Győri Sakk-kör létrehozásának, amely az első nemzeti mesterversenyt rendezte 1906-ban. Ezen a versenyen az utolsó helyen végzett. 1910-ben részt vett a hamburgi nemzetközi sakkverseny B-főtornáján, ahol Abonyi Istvánnal holtversenyben az 5–6. helyen végzett.
1912-ben tagja volt a Temesvári Sakk-körnek, de versenyen nem indult. 1919-es Budapestre visszaköltözése után vetette bele magát ismét a sakkéletbe, és az egyik alapítója volt a Magyar Sakkegyesületnek. Az 1920. évi amatőr bajnokságon, amelyen mesterek nem indulhattak, az első helyen végzett olyan későbbi erős mesterek előtt, mint Havasi Kornél és Steiner Endre. 1921 februárjában Savielly Tartakowerrel holtversenyben végzett az első helyen a Magyar Sakk Egylet versenyén. Romániába történő ideiglenes elköltözése után a Magyar Sakkegyesület hamarosan feloszlott.
Végleges magyarországi letelepedését követően 1925-ben a Budai Sakkozó Társaság tagja lett, és itt kezdte meg sportszervezői munkásságát. Választmányi tag, intéző, csapatkapitány, majd alelnök lett. A Magyar Sakkszövetségnek is alelnöke, majd 1928 őszén megbízott csapatkapitánya lett. Jelentős szerepe volt a budapesti csapatbajnokságok megszervezésében. Ő alapította a Szávay-kupát 20 fős csapatok részvételével, amellyel a tömegsport fejlődését szolgálta. 1930 júniusában ő vezette Bécsbe a 30 fős Budapest-válogatottat, amely 17–13-ra nyert. Halála előtti utolsó jelentős ténykedése volt, hogy előteremtette a hamburgi sakkolimpiára utazó magyar válogatott számára szükséges költségeket. Az olimpián már nem tudott részt venni váratlan és tragikus halála miatt.

## Művei
- Március (versek, Temesvár, 1907);
- A hetedik szoba (versek, Budapest, 1913);
- Eleven újság. Tarka-barka háborús színjáték (Temesvár, 1915);
- Játék egy pár régi rímmel (versek, Budapest, 1917);
- Arad és a Balkán (tanulmány, Temesvár, 1917);
- Az ismeretlen út (versek, Budapest, 1929);
- Hullanak a falevelek (nótáskönyv, Budapest, 1929).